# نرخ درصدی سالانه

.

نرخ درصدی سالانه یا اِی‌پی‌آر (انگلیسی: Annual percentage rate) نرخ بهره را برای یک سال، مشخص می‌کند و به وام، وام مسکن، کارت اعتباری، غیره اعمال می‌شود. این نرخ یک هزینه مالی است که به صورت یک نرخ سالانه اعمال می‌شود.